# Divénié
Divénié est une ville de la République du Congo, chef-lieu du district homonyme, située dans le département du Niari.
Fondée à la fin du XIXe siècle, la petite cité abrite entre autres une église coloniale en briques, en très mauvais état faute d'entretien, érigée en 1899.